# Dornelas (Sever do Vouga)
Dornelas is een plaats (freguesia) in de Portugese gemeente Sever do Vouga en telt 662 inwoners (2001).